# Webster Groves (Misuri)
Webster Groves es una ciudad ubicada en el condado de San Luis en el estado estadounidense de Misuri. En el Censo de 2010 tenía una población de 22995 habitantes y una densidad poblacional de 1.503,8 personas por km².

## Geografía
Webster Groves se encuentra ubicada en las coordenadas 38°35′12″N 90°21′16″O / 38.58667, -90.35444. Según la Oficina del Censo de los Estados Unidos, Webster Groves tiene una superficie total de 15.29 km², de la cual 15.29 km² corresponden a tierra firme y (0%) 0 km² es agua.

## Demografía
Según el censo de 2010, había 22995 personas residiendo en Webster Groves. La densidad de población era de 1.503,8 hab./km². De los 22995 habitantes, Webster Groves estaba compuesto por el 89.86% blancos, el 6.62% eran afroamericanos, el 0.18% eran amerindios, el 1.5% eran asiáticos, el 0.01% eran isleños del Pacífico, el 0.32% eran de otras razas y el 1.5% pertenecían a dos o más razas. Del total de la población el 1.59% eran hispanos o latinos de cualquier raza.